# Paul Juon

Paul Juon (um 1908)

Paul Juon (eigentlich Павел Фёдорович Юон/Pawel Fjodorowitsch Juon, * 8. März 1872 in Moskau, Russisches Kaiserreich; † 21. August 1940 in Vevey) war ein hauptsächlich in Deutschland wirkender Schweizer Komponist russlandschweizerischer Abstammung.

## Leben
Paul Juon war der Sohn des Versicherungsangestellten Theodor Friedrich Juon (* 1842), sein Grossvater war als Zuckerbäcker aus Masein, Graubünden, nach Russland gekommen. Geschwister waren u. a. die Pianistin Emilie Juon, der Maler Konstantin Juon und der Bergbauingenieur und russische Militäroffizier Eduard Juon. Paul Juon begann seine Studien am Moskauer Konservatorium 1889 in Violine bei Jan Hřímalý und Komposition bei Sergei Iwanowitsch Tanejew und Anton Stepanowitsch Arenski sowie ab 1894 in Berlin bei Woldemar Bargiel, dem Halbbruder von Clara Schumann. Dort erhielt er 1896 den Mendelssohn-Preis für Komposition. Im selben Jahr heiratete er seine erste Frau Katharina Schachalowa. Aus dieser Ehe stammen die Kinder Ina, Aja und Ralf.
Von 1896 bis 1897 unterrichtete er Musiktheorie und Violine am Konservatorium von Baku, bevor er sich fest in Berlin niederliess. Zu dieser Zeit erschienen erste Kompositionen Juons in der Schlesinger’schen Buch- und Musikhandlung (später Robert Lienau Verlag), ebenso seine eigene Praktische Harmonielehre. Nach kurzer Zeit als Hilfslehrer berief ihn 1906 Joseph Joachim als Professor für Komposition und Kammermusik an die Hochschule für Musik. Zudem wirkte Juon als gefragter Übersetzer bedeutender musiktheoretischen Schriften und während des Ersten Weltkriegs in Gefangenenlagern.
Zu seiner internationalen Studentenschar zählen Hans Chemin-Petit, Werner Richard Heymann, Nikos Skalkottas, Henry Jolles, Pantscho Wladigerow, Philipp Jarnach, Heinrich Kaminski, Lauri Ikonen, Georg Ahl, Max Trapp, Yrjö Kilpinen, Gerhart von Westerman, Hans Moltkau, Giannis Konstantinidis, Wilhelm Guttmann, Stefan Wolpe und Marc-André Souchay.
Der Durchbruch gelang ihm 1903 mit der Uraufführung seiner 2. Sinfonie in A-Dur, op. 23 durch die Meininger Hofkapelle, welche anschliessend auch in vielen Städten Europas und sogar in Amerika gespielt wurde.

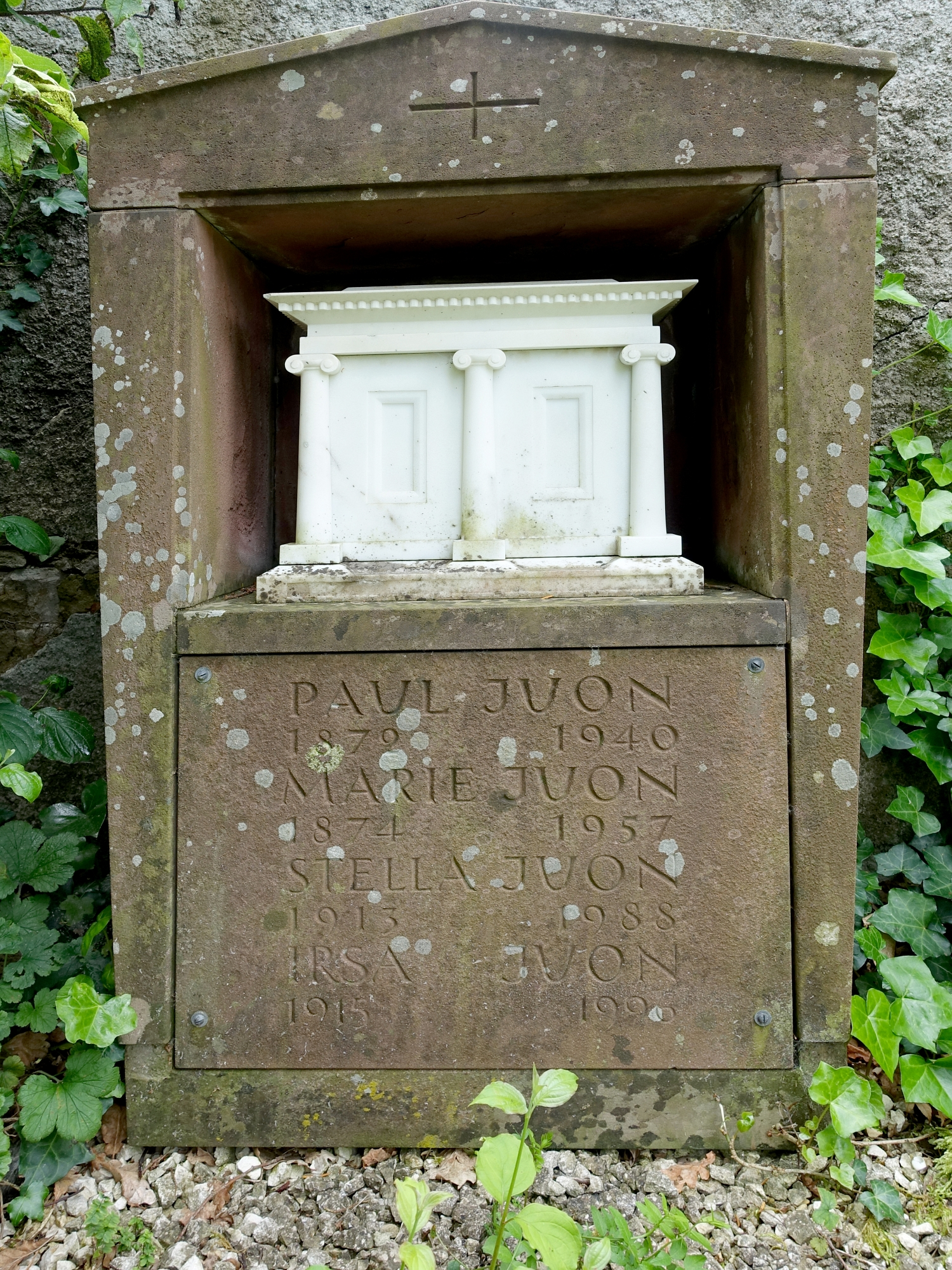
Familiengrab auf dem Friedhof von Langenbruck

Nach dem Tode seiner ersten Frau 1911 heiratete Juon 1912 die aus Vevey im Waadtland stammende Marie, (genannt Armande) Hegner-Günthert, welche mit dem 1907 verstorbenen Basler Komponisten Otto Hegner verheiratet gewesen war. Aus dieser zweiten Ehe stammen die Kinder Stella, Irsa und Rémi.
1919 wurde Juon Mitglied der Preussischen Akademie der Künste; 1929 erhielt er den Beethoven-Preis.
Juon interessierte sich zeitlebens für seine Wurzeln in der Schweiz und liess sich 1922 auch das Bürgerrecht in Masein, Graubünden, bestätigen. Aus gesundheitlichen Gründen und wohl auch in der Folge der politischen Entwicklung im damaligen Nazi-Deutschland ging er 1934 vorzeitig in Pension. Er liess sich in Vevey nieder, wo er am 21. August 1940 starb. Er wurde im Familiengrab in Langenbruck beigesetzt. Es folgten Gedenkkonzerte in Zürich und Berlin.
Seit 1995 liegt sein Nachlass in der Kantons- und Universitätsbibliothek Lausanne, BCUL. Von 1998 bis 2022 setzte sich die Internationale Juon Gesellschaft erfolgreich für die Etablierung des Komponisten ein und gab auch die Orchester Edition heraus, die auch bisher nur in Manuskripten existierende Werke enthält.

## Stil
Juon komponierte in einem eigenständigen spätromantischen Stil zahlreiche sinfonische Werke, ein Ballett, drei Violinkonzerte, weitere Stücke für Violine und Orchester, Épisodes concertants für Violine, Cello und Klavier sowie die Mysterien für Cello, beide mit Orchester. Umfangmässig bildet die Kammermusik sein Hauptwerk, darunter Sonaten für verschiedene Instrumente, Klaviertrios und Lieder. Er verwendete oft russische oder auch nordische Themen und prägte sie durch formale Mittel zur Kunstmusik um. Dabei behielt er den Klang der nationalen Musik bei. Sein Beitrag an die Moderne liegt vor allem auf dem Gebiet der Metrik und Rhythmik, er entwickelte bereits 1903 metrische Reihen, recht oft verwendet er auch wechselnde Taktarten. Paul Juon hat auch mehrere Fremdkompositionen bearbeitet, etwa die Klavierfassung des 4. Tanzes aus den Ungarischen Tänzen von Johannes Brahms instrumentiert, aber auch umgekehrt, z. B. die 7. und 9. Sinfonie von Antonin Dvořák für Klavier solo oder Werke von Jean Sibelius.

## Werke (Auswahl)
Ein vollständiges Werkverzeichnis nach Gattungen und Opus-Zahlen ist in der Monografie von Thomas Badrutt, Leben und Werk im Nachlass von Paul Juon in der BCUL, zu finden.

### Bühnenwerke
- Aleko, Oper (1896)
- op. 53 Das goldene Tempelbuch, Bühnenmusik (1912)
- op. 57 Die armseligen Besenbinder, Bühnenmusik (1913)

### Orchesterwerke
- op. 3a Ingeborgs Klage (1894)
- op. 10 Sinfonie [Nr. 1] fis-Moll (1895)
- op. 23 Sinfonie [Nr. 2] A-Dur (1903)
- op. 31 Wächterweise, Fantasie nach einem dänischen Volkslied (1906)
- op. 32a Ballett-Suite aus dem Tanzpoem Psyche (1905/1910)
- op. 35 Aus einem Tagebuch, Symphonische Skizzen (1906)
- op. 40 Eine Serenadenmusik (1909)
- op. 93 Suite in fünf Sätzen (1935)
- op. 94 Anmut und Würde, Suite für Orchester (1937)
- op. 95 Rhapsodische Sinfonie (1939)
- op. 96 Tanz-Capricen (1941)
- op. 98 Sinfonietta capricciosa (1940)
- o. op. Thema mit Variationen
- o. op. Drei sinfonische Skizzen

### Instrumentalkonzerte
- op. 42 Violinkonzert [Nr. 1] h-Moll (1909)
- op. 45 Konzertstück Episodes concertants d-Moll für Klavier, Violine, Violoncello und Orchester (1910)
- op. 49 Violinkonzert [Nr. 2] A-Dur (1911)
- op. 59 Mysterien e-Moll für Violoncello und Orchester (1914/1928)
- op. 88 Violinkonzert [Nr. 3] a-Moll (1930)
- op. 97 Burletta D-Dur für Violine und Orchester (1939)

### Werke für Streichorchester
- op. 16 Fünf Stücke für Streichorchester (1901)
- op. 85 Kleine Serenade [für Schülerorchester] (1928)
- op. 87 Kleine Sinfonie [für Schülerorchester] (1929)
- op. 92 Divertimento [für Schülerorchester] (1933)

### Kammermusik
- op. 7 Sonate [Nr. 1] für Violine und Klavier, A-Dur (1901)
- op. 15 Sonate für Viola und Klavier Nr. 1 D-Dur (1901)
- op. 17 Trio [Nr. 1] für Violine, Violoncello und Klavier (1901)
- op. 18a Trio-Miniaturen für Klarinette, Violoncello und Klavier (1920 – Bearbeitung von in den Jahren 1901 und 1904 entstandenen Kompositionen)
- op. 22 Sextett für 2 Violinen, Viola, 2 Violoncelli und Klavier (1899)
- op. 27 Oktett (Kammersinfonie) für Oboe, Klarinette, Horn, Fagott, Violine, Bratsche, Violoncello und Klavier (1905)
- op. 29 Streichquartett [Nr. 2] a-Moll (1905)
- op. 33 Quintett für Violine, 2 Bratschen, Violoncello und Klavier (1906)
- op. 37 Klavierquartett [Nr. 1] Rhapsodie für Violine, Bratsche, Violoncello und Klavier (1908)
- op. 39a Trio-Caprice D-Dur (nach Gösta Berling von Selma Lagerlöf) für Violine, Violoncello und Klavier (1908)
- op. 44 Quintett für 2 Violinen, Bratsche, Violoncello und Klavier (1909)
- op. 50 Klavierquartett [Nr. 2] für Violine, Bratsche, Violoncello und Klavier (1912)
- op. 54 Sonate a-Moll für Violoncello und Klavier (1913)
- op. 67 Streichquartett [Nr. 3] d-Moll (1916)
- op. 70 Litaniae Tondichtung für Klaviertrio [Nr. 4] (1918)
- op. 73 Arabesken für Oboe, Klarinette und Fagott
- op. 78 Sonate für Flöte und Klavier (1923)
- op. 82 Sonate für Klarinette und Klavier f-Moll (1923)
- op. 83 Legende für Klaviertrio [Nr. 5] (1927)
- op. 86 Sonate [Nr. 3] für Violine und Klavier h-Moll (1929)
- op. 89 Suite für Klaviertrio C-Dur [Nr. 6] (1931)

### Kammermusik für Bläser
- op. 51 Divertimento für Flöte, Oboe, Klarinette, Horn, Fagott und Klavier (1913)
- op. 84 Bläserquintett B-Dur (1930)

### Werke für Klavier
- op. 12 Sechs Klavierstücke (1898)
- op. 30 Intime Harmonien (1906)
- op. 38 Den Kindern zum Lauschen (1907)
- op. 47 Sonatine (1911)
- op. 48 Vier Miniaturen (1910)
- op. 65 Vier Klavierstücke (1915)
- op. 76 Kakteen, 7 Klavierstücke (1923)
- op. 80 In Futurum 2 (1925)

### Lieder
- op. 2, 3 (1895), 6 (1898), 13 (1900), 21 (1902), 99 (1938)
- Jüdische, russische, slawische Volkslieder

## Schriften
- Praktische Harmonielehre. 2 Bände (Band 1: Lehrbuch. Band 2: Aufgabenbuch.). Schlesingersche Buch- und Musikhandlung u. a., Berlin-Lichterfelde 1901
- als Übersetzer: Modest I. Tschaikowsky: Das Leben Peter Iljitsch Tschaikowsky’s. 2 Bände. Jurgenson, Moskau u. a. 1900–1903.
- Anleitung zum Modulieren. Schlesingersche Buch- und Musikhandlung, Berlin-Lichterfelde 1929.